# Simbolo vessillologico
Un simbolo vessillologico è usato dai vessillologi per indicare alcune caratteristiche delle bandiere, specialmente riguardo al loro adeguato utilizzo. I simboli usati comunemente corrispondono ai simboli internazionali di identificazione delle bandiere, creati da Whitney Smith.
L'assemblea generale della Federazione internazionale associazioni vessillologiche (FIAV), celebrata ad Ottawa (Canada) nel 1981, riconobbe questo codice d'informazione e ne raccomandò il suo uso a tutte le organizzazioni e individui che la compongono.

## Usi
Per indicare l'utilizzo delle bandiere si fa riferimento ad una griglia speciale, composta da sei riquadri che indicano i sei tipi di usi principali: , e che possono essere riempiti con un punto. Se il riquadro è riempito con il punto, ciò significa che l'uso della bandiera è ammesso nella particolare occasione indicata dal riquadro stesso:
| uso     | civile                      | istituzionale                   | militare                         |
| ------- | --------------------------- | ------------------------------- | -------------------------------- |
| a terra | uso su edifici privati      | uso su edifici pubblici         | uso su edifici ed unità militari |
| in mare | uso su imbarcazioni private | uso su imbarcazioni governative | uso su imbarcazioni militari     |

Così, ad esempio, il simbolo  indica che la bandiera può essere usata solo per le unità militari, siano esse terrestri o navali, mentre il simbolo  indica che la bandiera è usata sempre a terra.
Di seguito sono riportate le 64 combinazioni possibili:
 /  /  / 
 /  /  / 
 / 
 /  /  / 
 /  /  / 
 / 
 /  /  / 
 /  /  / 
 / 
 /  /  / 
 /  /  / 
 / 
 /  /  / 
 /  /  / 
 / 
 /  /  / 
 /  /  / 
 / 
 /  /  / 
 /  /  / 
 / 
 /  /  / 
 /  /  / 
 / 

## Proprietà
Altri simboli sono utilizzati per indicare ulteriori caratteristiche delle bandiere.
| Bandiera normale o bandiera di diritto                    | Bandiera normale o bandiera di diritto                    |
| Disegno proposto, non ufficiale                           | Disegno proposto, non ufficiale                           |
| Disegno ricostruito sulla base di osservazioni precedenti | Disegno ricostruito sulla base di osservazioni precedenti |
| Vista del rovescio della bandiera                         | Vista del rovescio della bandiera                         |
| Disegno di una variante accettata                         | Disegno di una variante accettata                         |
| Versione alternativa della bandiera                       | Versione alternativa della bandiera                       |
| Bandiera di fatto                                         | Bandiera di fatto                                         |
| Disegni distinti nel dritto e nel rovescio della bandiera | Disegni distinti nel dritto e nel rovescio della bandiera |
| L'asta deve stare alla destra dell'osservatore            | Asta che deve stare alla destra dell'osservatore          |
| Bandiera storica, attualmente desueta                     | Bandiera storica o in disuso                              |

## Proporzioni
La proporzione (cioè il rapporto tra altezza e lunghezza) può variare tra le diverse bandiere.
Le proporzioni più diffuse sono:
- 2:3 (derivata dalla Bandiera della Francia)
- 1:2 (derivata dalla Bandiera del Regno Unito)
- 1:1 (derivata dalla Bandiera della Svizzera)
- 13:15 (derivata dalla Bandiera del Belgio)
- 28:37 (derivata dalla Bandiera della Danimarca)